# Yoshikage Kira
Yoshikage Kira (吉良 吉影?, Kira Yoshikage) è l'antagonista finale nella quarta serie del manga e anime Le bizzarre avventure di JoJo: Diamond Is Unbreakable. Una versione alternativa del personaggio assume un ruolo importante all'interno dell'ottava serie del manga, JoJolion, ambientata in un universo parallelo.

## Biografia
Yoshikage Kira vive nella cittadina giapponese (fittizia) di Morio-cho ed è un serial killer dotato di Stand. Figlio di genitori in età avanzata, il padre Yoshihiro morì di tumore quando lui aveva 21 anni, mentre la madre morì di cause naturali di lì a poco. Dal padre, che possedeva una delle Frecce donatagli da Enya Geil durante un viaggio in Egitto, riceverà il proprio stand Killer Queen. Desidera più di ogni altra cosa essere lasciato in pace, e per questo motivo cerca sempre di non attirare l'attenzione su di sé: nonostante sia molto intelligente e competente, continua a lavorare come un semplice impiegato, rifiutando ogni tipo di promozione. Non esce mai con nessuno, non si fa conoscere, rimane nell'ombra e non crea disturbo a nessuno; il suo unico "difetto" è che ogni tanto le sue unghie crescono a dismisura, e quando questo succede lo assale un impulso omicida che lo porta a massacrare una vittima (sempre una donna, scelta per la bellezza delle sue mani) e a conservarne la mano portandola con sé come un feticcio, almeno finché non si decompone perdendo la sua attrattività, viene rivelato più in là nella storia che questo suo strano hobby è maturato quando da piccolo ha visto le mani del dipinto della Gioconda mentre era al Museo del Louvre con i suoi genitori, ammise anche di essere rimasto talmente colpito da avere avuto un’erezione.
Oltre a questi bizzarri raptus, la sua vita è piatta e monotona: non si è mai distinto in niente (nelle competizioni scolastiche arrivava sempre secondo o terzo) e come hobby ha quello di tagliarsi le unghie e annotarne la lunghezza come metodo divinatorio. La sua prima vittima, uccisa quando non possedeva ancora uno Stand, fu Reimi Sugimoto, una ragazza che viveva a Morioh, il cui fantasma abiterà una via della città. Sarà proprio lo spirito di Reimi ad avvisare Rohan Kishibe e Koichi Hirose che il suo assassino è ancora in circolazione. Ad un certo punto del manga, quando la sua identità viene scoperta da Josuke Higashikata e compagni, è costretto ad assumerne una nuova: gravemente ferito dopo uno scontro con Jotaro Kujo e Koichi Hirose, si fa cambiare le fattezze dall'estetista Aya Tsuji per mezzo dello stand Cinderella e prende il posto di un tranquillo padre di famiglia, Kosaku Kawajiri. Quando suo "figlio" Hayato comincerà a sospettare di lui, svilupperà un nuovo potere, da lui denominato Bites the Dust grazie alla Freccia, che usa su Hayato come garanzia per non farsi scoprire.
Nonostante il suo nuovo potere, egli verrà scoperto da Josuke e dai suoi amici, aiutati da Hayato. Dopo un impegnativo scontro col protagonista, Kira, ormai ridotto allo stremo e circondato da avversari e testimoni, tenta di usare Bites the Dust su un'infermiera venuta a soccorrerlo, ma viene fermato da Jotaro e Koichi e muore definitivamente con il cranio schiacciato da un'autoambulanza, il cui autista non aveva notato l'assassino accasciato al suolo in fin di vita. Il suo fantasma finisce poi nel vicolo dove vive lo spirito della sua prima vittima, Reimi, che lo costringe a guardare nel vicolo dove è vietato voltarsi: il suo corpo ed il suo stand vengono fatti a pezzi dalle mani fantasma che risiedono nel vicolo, le quali spediscono per sempre il killer nell'aldilà.
Nella breve storia Dead Man's Questions, scritta sempre da Araki, viene rivelato che, dopo gli eventi di Diamond Is Unbreakable, lo spirito di Kira ha continuato a vagare per la terra privo di ricordi, si è fatto assumere da un altro spirito e lavora come assassino di criminali/giustiziere, nel tentativo di trovare la felicità.

## Personalità
Kira è solitamente una persona molto tranquilla ed estremamente sicura di sé, raramente perde il controllo delle sue azioni, e desidera più di ogni altra cosa vivere una vita tranquilla e senza preoccupazioni, proprio per questo non ama mettersi in mostra. Sotto questa sua aria tranquilla tuttavia nasconde una personalità egocentrica, narcisistica e fortemente psicopatica, e se la situazione lo richiede non esita ad uccidere chiunque si metta sulla sua strada senza la minima pietà. A Kira non importa se le sue vittime siano persone buone o cattive; di conseguenza, non ha alcun senso di giustizia. Ciononostante, non è del tutto privo di umanità, come dimostra la sua preoccupazione per la "moglie" Shinobu Kawajiri quando questa viene ferita da Stray Cat.

## Stand
Il suo Stand si chiama Killer Queen. È un essere umanoide dal volto femmineo con gli occhi e le orecchie feline.
Ottenuto dopo che Kira è stato colpito dalla Freccia, questo Stand ha inizialmente due poteri, anche se ne acquisisce un terzo in seguito a una seconda ferita infertagli dalla Freccia:
- Killer Queen: Può trasformare ogni cosa che tocca in una bomba a tempo, che esplode senza lasciare la minima traccia quando viene attivata dal detonatore nelle dita di Killer Queen. Può creare solo una bomba alla volta.
- Sheer Heart Attack: è un piccolo carro armato a ricerca automatica che esce dalla mano sinistra di Killer Queen. Insegue la principale fonte di calore nei dintorni e, una volta raggiunto l'obiettivo genera una potentissima esplosione, proporzionale al calore dell'obiettivo stesso. È inarrestabile e indistruttibile, anche se grazie al potere di Crazy Diamond può essere obbligato a ricongiungersi con Killer Queen. Anche il potere di Echoes Act III è riuscito a metterlo temporaneamente in difficoltà.
- Bites the Dust: Viene sviluppato da Kira, dopo essere stato colpito nuovamente dalla Freccia, in risposta al suo disperato bisogno di proteggere il proprio segreto. Nel corpo di chiunque sia a conoscenza della vera identità di Kira viene piazzata una versione in miniatura di Killer Queen; se costui rivelerà a qualcun altro l'identità di Kira, il suo interlocutore viene fatto esplodere. Infine, dopo che qualcuno è stato ucciso da Bites the Dust, il tempo si riavvolge di un'ora e ogni evento torna al punto di partenza: solo chi ospita al proprio interno Bites the Dust ricorda cos'è successo la prima volta. In ogni caso, anche se sceglie di non rivelare nuovamente il segreto di Kira, le vittime che erano state uccise moriranno comunque, a meno che Bites the Dust non venga disattivato dal portatore. Finché questo potere è attivo non potrà usare Killer Queen.
- potere combinato con Stray Cat: il potere di questa creatura tra il felino e il vegetale gli ha dato un'idea: impregna di energia esplosiva i proiettili di aria compressa generati da Stray Cat, che alloggia in un'apertura posta sull'addome di Killer Queen.

## Citazioni
Sia lo stand di Kira che i suoi attacchi sono citazioni musicali che richiamano le omonime canzoni (Killer Queen, Sheer Heart Attack, Another One Bites the Dust) del gruppo musicale Queen.
L'aspetto di Kira è stato paragonato al famoso cantante britannico David Bowie, specialmente quando David fece da protagonista nel film L'uomo che cadde sulla Terra.